# Hố Mít
Hố Mít là một xã thuộc huyện Tân Uyên, tỉnh Lai Châu, Việt Nam.
Xã Hố Mít có diện tích 72,64 km², dân số năm 1999 là 2099 người, mật độ dân số đạt 29 người/km².